# Ватсон, Джордж Невилл
Джордж Невилл Ватсон (или Уотсон, англ. George Neville Watson, 31 января 1886, Уэстворд-Хо, Девон, Англия, Великобритания — 2 февраля 1965, Ройал-Лемингтон-Спа, Уорикшир, Англия, Великобритания) — английский математик, специалист по комплексному анализу и теории специальных функций.

## Биография
Джордж Невилл Ватсон родился в Уэстворд-Хо (Девон, Англия) 31 января 1886 года в семье Мэри Джастины Гриффит (Mary Justina Griffith) и Джорджа Уэнтуорта Ватсона (George Wentworth Watson). Он учился в Школе Святого Павла в Лондоне, и к окончанию школы смог получить стипендию для обучения в Тринити-колледже Кембриджского университета.
Ватсон начал своё обучение в Тринити-колледже в 1904 году. Среди его наставников был Эдмунд Тейлор Уиттекер, а также другие математики — Эрнест Барнс и Годфри Харолд Харди. Ватсон был признан лучшим студентом-математиком (англ. Senior Wrangler) Кембриджского университета в 1907 году. В 1909 году он получил премию Смита, а с 1910 года стал членом совета Тринити-колледжа (англ. Fellow of Trinity College).
Проработав четыре года в Кембридже, Ватсон получил преподавательскую должность в Университетском колледже Лондона, а с 1918 года стал профессором математики в Бирмингемском университете — на этой должности он работал до 1951 года. 
В 1925 году Ватсон женился на Эльфриде Гуэнфил Лейн (Elfrida Gwenfil Lane), впоследствии у них был один сын.
В 1919 году Ватсон был избран членом Лондонского королевского общества, которое в 1946 году наградило его медалью Сильвестра. Он также был активным членом Лондонского математического общества: в 1919—1933 годах был его секретарём, а в 1933—1935 годах — президентом этого общества.

## Научные результаты
Основные работы Джорджа Невилла Ватсона связаны с дифференциальными уравнениями, рекуррентными уравнениями, специальными функциями и теорией чисел. В частности, его именем названо интегральное преобразование Ватсона, которое было впервые рассмотрено в его работе 1933 года. Начиная с издания 1915 года, Ватсон (вместе с Эдмундом Тейлором Уиттекером) является соавтором книги «Курс современного анализа» (A Course of Modern Analysis). Кроме этого, Ватсон написал известную книгу «Трактат о теории бесселевых функций» (A Treatise on the Theory of Bessel Functions).
Ватсон также занимался исследованием рукописей («блокнотов») индийского математика Рамануджана, развивая его результаты и приводя доказательства. Он опубликовал около 25 работ, связанных с результатами Рамануджана.